# Lierne
Gmina Lierne (norw. Lierne kommune) – norweska gmina leżąca w regionie Trøndelag. Jej siedzibą jest miasteczko Nordli.
Lierne jest 14. norweską gminą pod względem powierzchni.

## Demografia
Według danych z roku 2021 gminę zamieszkuje 1509 osób. Gęstość zaludnienia wynosi 0,44 os./km². Pod względem zaludnienia Lierne zajmuje 367. miejsce wśród norweskich gmin.
| ludność stan na 3. kwartał 2021 |         |           |       |
|                                 | kobiety | mężczyźni | razem |
| osób                            | 636     | 692       | 1 328 |
| %                               | 47,89%  | 52,11%    | 100%  |

| wykształcenie stan na 2021. Osoby powyżej 16 roku życia |        |         |        |        |
|                                                         | podst. | średnie | wyższe | niezn. |
| osób                                                    | 285    | 565     | 239    | 3      |
| %                                                       | 26,10% | 51,73%  | 21,89% | 0,28%  |

## Edukacja
Według danych z 2021:
- liczba szkół podstawowych (norw. grunnskolar): 2
- liczba uczniów szkół podst.: 170

## Władze gminy
Według danych na rok 2020 administratorem gminy (norw. rådmann) jest Merete Gjertsås, natomiast burmistrzem (norw. ordfører, d. borgermester) jest Bente Estli.